# Diawling-Nationalpark
Der Diawling-Nationalpark ist ein Nationalpark im äußersten Südwesten Mauretaniens in der Verwaltungsregion Trarza an der Grenze zum Senegal. Er umfasst das Delta des Senegalflusses, in der Regenzeit besteht er überwiegend aus größeren Seen.
Der Diawling-Park wurde 1991 gegründet, seit 1994 ist er Ramsar-Gebiet. Er liegt im Distrikt (Moughataa) Keur Massène. Das Feuchtgebiet bedeckt eine Fläche von 16.000 Hektar, hinzu kommt eine Randzone von 30.000 Hektar mit Sanddünen und einem Mangrovengürtel. Die nächstgelegenen Dörfer sind Keur Massène im Norden und Ndiago im Süden. Der Park ist insgesamt von 21 Dörfern umgeben, deren Bevölkerungszahl für 2005 mit 19.000 angegeben wurde.
Der Nationalpark ist seit 2005 zusammen mit dem senegalesischen Welterbe Nationalpark Djoudj Teil eines grenzüberschreitenden Biosphärenreservats. Nach der jährlichen Zählung vom Januar 2010 lebten im Park 105 Spezies – darunter 92 Arten von Wasservögeln – und 237.755 Individuen von Vögeln – gegenüber 136.368 Vögeln 2009, als die klimatischen und hydrologischen Bedingungen schlechter waren –, darunter Pelikan, Schwarzstorch und Flamingo. Ferner gibt es eine Vielzahl von Fischen und bedeutende Populationen von Primaten oder Warzenschweinen.
Im Gebiet des Nationalparks wohnen Angehörige der Wolof und Fulbe. Die Hauptstadt der Verwaltungsregion Trarza, Rosso, liegt weiter flussaufwärts am Senegal. Der einzige andere Nationalpark des Landes ist der Nationalpark Banc d’Arguin, ein weiterer bedeutender Lebensraum für Zugvögel in Mauretanien ist der Lac d’Aleg.